# Norman Greenbaum
Norman Joel Greenbaum (ur. 20 listopada 1942) – amerykański piosenkarz. Sławę przyniósł mu przebój „Spirit in the Sky”, napisany przez niego w 1969 roku.
Greenbaum urodził się w Malden, w stanie Massachusetts. Wychował się w ortodoksyjnej żydowskiej rodzinie i chodził do żydowskiej szkoły. Jako dziecko zaczął interesować się bluesem i muzyką ludową. Karierę muzyczną rozpoczął na początku lat 60.
28 marca 2015 roku trafił do szpitala w stanie krytycznym po wypadku jaki miał miejsce w okolicy Santa Rosa o godzinie 3:30 nad ranem. Samochód, którym jako pasażer jechał Greenbaum zderzył się z motocyklem.